# Wysokie napięcie (film)
Wysokie napięcie (ang. Manpower) – amerykański dramat kryminalny z 1941 roku w reżyserii Raoula Walsha.

## O filmie
Główne role zagrali w nim Edward G. Robinson, Marlena Dietrich i George Raft (dwoje ostatnich łączył romans). Scenariusz filmu jest przeróbką fabuły obrazu Tygrys Pacyfiku z 1932, w którym zagrał Robinson. Bohaterka grana przez Marlenę Dietrich wplątuje się w miłosny trójkąt – jest to często powtarzający się element w filmach z udziałem aktorki. Wysokie napięcie reklamowano sloganem: „Robinson – on szaleje za Dietrich. Dietrich – ona szaleje za Raftem. Raft – on szaleje przez to wszystko.”

## Obsada
- Edward G. Robinson jako Hank McHenry
- Marlene Dietrich jako Faye Duval
- George Raft jako Johnny Marshall
- Alan Hale jako Jumbo Wells
- Frank McHugh jako Omaha
- Eve Arden jako Dolly
- Barton MacLane jako Smiley Quinn
- Ward Bond jako Eddie Adams

## Oceny
| Źródło               | Ocena     |
| -------------------- | --------- |
| Allmovie             | [ 2 ]     |
| „The New York Times” | pozytywna |
| Film4                | negatywna |